# Canthidium rufipes
Canthidium rufipes là một loài bọ cánh cứng trong họ Bọ hung (Scarabaeidae).